# دائرة بريكة
دائرة بريكة هي إحدى دوائر ولاية باتنة الجزائرية.